# Smolarský vodopád
Smolarský vodopád (makedonsky Смоларски Водопад) se nachází na říčce Lomnica v Jihovýchodním regionu Severní Makedonie. Je pojmenován po nedaleké vesnici Smolari v opštině Novo Selo. Vodopád se nachází v pohoří Belasica 28 km jihovýchodně od Strumice a jeho nadmořská výška je 600 m. Smolarský vodopád byl vyhlášen přírodní památkou Severní Makedonie. 
Je nejvyšším vodopádem v Severní Makedonii a jeho výška dosahuje 39,5 metru. Je také jediným vodopádem v zemi, který nevysychá po celý rok. Voda padá z tektonického zlomu a odráží se od černého skalního podloží. Pod vodopádem se vytvořil obří hrnec o rozměrech 5×11 m a hloubce přes půl metru.
Okolo vodopádu roste bukový les. Pro návštěvníky lokality bylo zřízeno tržiště s místními zemědělskými produkty. K vodopádu vede turistická stezka s třemi sty schody zakončenými dřevěnou vyhlídkovou plošinou. V červenci roku 2024 byla plošina zničena lesním požárem.